# Черниговский областной совет
Черни́говский областно́й сове́т (укр. Чернігівська обласна рада) — представительный орган местного самоуправления, который представляет общие интересы территориальных общин сёл, посёлков, городов, в пределах полномочий, определённых Конституцией Украины, Законом Украины «О местном самоуправлении на Украине» и другими законами, а также полномочий, переданных им сельскими, поселковыми, городскими советами.
Областной совет состоит из депутатов, избирается населением Черниговской области сроком на 5 лет. Совет избирает постоянные и временные комиссии. Областной совет проводит свою работу сессионно. Сессия состоит из пленарных заседаний и заседаний её постоянных комиссий.

## Состав
По результатам местных выборов, прошедших 25 октября 2020 года, в Черниговский областной совет было избрано 64 депутата.
| — | Партия                             | Первый кандидат    | Кол-во депутатов |
| - | ---------------------------------- | ------------------ | ---------------- |
|   | Родной дом                         | Нина Лемеш         | 19               |
|   | Наш край                           | Борис Приходько    | 9                |
|   | Слуга народа                       | Елена Дмитренко    | 8                |
|   | Радикальная партия Олега Ляшко     | Василий Амельченко | 7                |
|   | Батькивщина                        | Сергей Пащенко     | 6                |
|   | Оппозиционная платформа — За жизнь | Игорь Базалинский  | 5                |
|   | Европейская солидарность           | Александр Мисник   | 5                |
|   | За будущее                         | Арсен Дидур        | 5                |

## Список постоянных комиссий[2]
- Комиссия по вопросам экономического развития, инвестиционной деятельности и осуществления государственной регуляторной политики
- Комиссия по вопросам бюджета и финансов
- Комиссия по вопросам агропромышленного комплекса, экологии, природопользования и земельных отношений
- Комиссия по вопросам управления и распоряжения объектами коммунальной собственности
- Комиссия по вопросам образования, науки, культуры и информационной сферы
- Комиссия по вопросам семьи, молодёжи, спорта и туризма
- Комиссия по вопросам регламента, депутатской этики, законности и предотвращения коррупции
- Комиссия по вопросам здравоохранения, социальной защиты населения и по делам участников АТО
- Комиссия по вопросам развития и реформирования местного самоуправления, децентрализации и европейской интеграции
- Комиссия по вопросам жилищно-коммунального хозяйства, транспорта и инфраструктуры

## Руководство совета
- Алексей Бойко — председатель областного совета
- Нина Лемеш — первый заместитель председателя областного совета
- Дмитрий Блауш — заместитель председателя областного совета

## Список председателей Черниговского областного исполнительного комитета
- Загер Соломон Акимович 1934 по 1937
- Костюченко, Сергей Филиппович 1938 по 1949
- Горбань, Борис Павлович 1963 по 1964
- Замула, Василий Никифорович 1963 по 1973
- Филоненко, Виктор Лазаревич 1974 по 1981
- Никулищев, Владимир Михайлович 1981 по 1984
- Гришко, Михаил 1984 по 1990
- Лисенко, Александр Степанович  1990 по 1991

## Список председателей Черниговского областного совета[3]
| Фото | Имя                                                       | Годы жизни | Начало срока   | Конец срока    | Примечания |
| ---- | --------------------------------------------------------- | ---------- | -------------- | -------------- | ---------- |
|      | Александр Степанович Лысенко Олександр Степанович Лисенко | 1936—2000  | апрель 1991    | июль 1994      |            |
|      | Пётр Дмитриевич Шаповал Петро Дмитрович Шаповал           | р. 1948    | июль 1994      | 10 апреля 2001 |            |
|      | Василий Алексеевич Ковалёв Василь Олексійович Ковальов    | р. 1948    | 10 апреля 2001 | 28 апреля 2006 |            |
|      | Наталья Андреевна Романова Наталія Андріївна Романова     | 1960—2020  | 28 апреля 2006 | 19 ноября 2010 |            |
|      | Анатолий Иванович Мельник Анатолій Іванович Мельник       | р. 1948    | 19 ноября 2010 | февраль 2014   |            |
|      | Николай Викторович Зверев Микола Вікторович Звєрєв        | р. 1967    | февраль 2014   | 23 ноября 2015 |            |
|      | Анатолий Иванович Мельник Ігор Станіславович Вдовенко     | р. 1968    | 23 ноября 2015 | 3 декабря 2020 |            |
|      | Елена Борисовна Дмитренко Олена Борисівна Дмитренко       | р. 1965    | 3 декабря 2020 | н. в.          |            |